# Stocksjön, Östergötland
Stocksjön är en sjö i Norrköpings kommun i Östergötland och ingår i Kilaån-Motala ströms kustområde. Sjön är 26,5 meter djup, har en yta på 1,07 kvadratkilometer och befinner sig 77,5 meter över havet. Sjön avvattnas av vattendraget Hultån.

## Delavrinningsområde
Stocksjön ingår i det delavrinningsområde (650982-151319) som SMHI kallar för Utloppet av Stocksjön. Medelhöjden är 95 meter över havet och ytan är 6,98 kvadratkilometer. Det finns ett avrinningsområde uppströms, och räknas det in blir den ackumulerade arean 13,47 kvadratkilometer. Hultån som avvattnar avrinningsområdet har biflödesordning 2, vilket innebär att vattnet flödar genom totalt 2 vattendrag innan det når havet efter 12 kilometer. Avrinningsområdet består mestadels av skog (82 procent). Avrinningsområdet har 1,06 kvadratkilometer vattenytor vilket ger det en sjöprocent på 15,2 procent.